# Led Zeppelin North American Tour Autumn 1969
Led Zeppelin North American Tour Autumn 1969 е четвъртото концертно турне на Английската рок група Лед Зепелин в Северна Америка (САЩ и Канада) от 17 октомври до 8 ноември 1969 г.

## История
Гастролът е забележителен с концерта в престижната Карнеги Хол, а Лед Зепелин са първата група след Ролинг Стоунс (в средата на 60-те), свирили на тази сцена. Емблематични са и трите последни дати — в Сан Франциско (Winterland Ballroom). Мястото е използвано като алтернатива на малката Fillmore West при недостиг на места за желаещите, а организатор е небезизвестният Бил Греъм.
Шоуто в Бостън Гардън на 25 октомври, посетено от 15 000 души с печалба от 45 000 долара, загатва за мащаба на бъдещите турнета с предварително разпродадени зали и стадиони. Питър Грант споделя впечатленията си от този период:
„Онази вечер осъзнахме, че можем да бъдем по-големи от Бийтълс и Стоунс.“
На 22 октомври, по време на обиколката излиза вторият албум на групата Led Zeppelin II.
Сетлист:
- Good Times Bad Times
- Communication Breakdown
- I Can't Quit You Baby
- Heartbreaker
- Dazed and Confused
- White Summer / Black Mountain Side
- What Is and What Should Never Be / Babe I'm Gonna Leave You
- Moby Dick
- How Many More Times
- C'mon Everybody / Something Else (на 6 ноември).

## Концерти
| Дата                | Град          | Държава | Място                                                |
| ------------------- | ------------- | ------- | ---------------------------------------------------- |
| 17 октомври 1969 г. | Ню Йорк       | САЩ     | Carnegie Hall                                        |
| 18 октомври 1969 г. | Детройт       | САЩ     | Detroit Olympia                                      |
| 19 октомври 1969 г. | Чикаго        | САЩ     | Kinetic Playground – 2 концерта                      |
| 24 октомври 1969 г. | Кливланд      | САЩ     | Public Hall                                          |
| 25 октомври 1969 г. | Бостън        | САЩ     | Boston Garden                                        |
| 30 октомври 1969 г. | Бъфало        | САЩ     | Kleinhans Music Hall                                 |
| 31 октомври 1969 г. | Провидънс     | САЩ     | Gansett Tribal Rock FestivalÖRhode Island Auditorium |
| 1 ноември 1969 г.   | Сиракюз       | САЩ     | Onondaga Veterans Auditorium                         |
| 2 ноември 1969 г.   | Торонто       | Канада  | O'Keefe Centre – 2 концерта                          |
| 4 ноември 1969 г.   | Китчънър      | Канада  | Kitchener Memorial Auditorium Complex                |
| 5 ноември 1969 г.   | Канзас        | САЩ     | Memorial Hall                                        |
| 6 ноември 1969 г.   | Сан Франциско | САЩ     | Winterland Ballroom                                  |
| 7 ноември 1969 г.   | Сан Франциско | САЩ     | Winterland Ballroom                                  |
| 8 ноември 1969 г.   | Сан Франциско | САЩ     | Winterland Ballroom                                  |